# سرگی کوپلیاکوف
سرگی کوپلیاکوف (روسی: Серге́й Викторович Копляков؛ زادهٔ ۲۳ ژانویهٔ ۱۹۵۹) یک شناگر اهل اتحاد جماهیر سوسیالیستی شوروی است.
از افتخارات وی میتوان به کسب دو مدال طلا و دو مدال نقره در بازی‌های المپیک تابستانی اشاره کرد.